# (30312) Lilyliu
(30312) Lilyliu est un astéroïde de la ceinture principale d'astéroïdes.

## Description
(30312) Lilyliu est un astéroïde de la ceinture principale d'astéroïdes. Il fut découvert le 3 mai 2000 à Socorro (Nouveau-Mexique) par le projet LINEAR. Il présente une orbite caractérisée par un demi-grand axe de 2,43 UA, une excentricité de 0,08 et une inclinaison de 5,0° par rapport à l'écliptique.

## Compléments